# Melanoplus lovetti
Melanoplus lovetti är en insektsart som beskrevs av Fulton 1930. Melanoplus lovetti ingår i släktet Melanoplus och familjen gräshoppor. Inga underarter finns listade i Catalogue of Life.